# این به جای آن

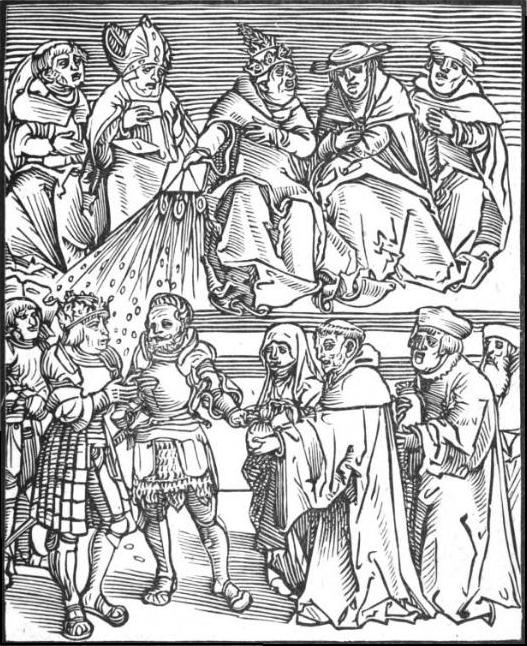
مرتبط

این به جای آن (انگلیسی: Quid pro quo) در لاتین و انگلیسی عبارتی‌ست که مراد از آن تبادل کالا و یا خدمات به‌صورتی‌ست که در آن مبادله‌ی یکی به‌دیگری وابسته و مشروط است، و «نفعی در مقابل نفع» از آن افاده می‌شود. عبارات مشابه عبارت‌اند از: «بگیر و بستان»، «این به‌آن در»، «تو پُشتم را می‌خارانی و من پشت تو را»، و «یک دست دیگری را می‌شوید». عبارت‌های مشابهی در زبان‌های دیگر هم به‌همین مقصود به‌کار می‌روند.